# New Obscurantis Order
Albums de Anorexia Nervosa
Drudenhaus
(2000) Redemption Process
(2004)
New Obscurantis Order est le troisième album studio du groupe de black metal symphonique français Anorexia Nervosa. L'album est sorti en 2001 sous le label Osmose Productions.
Comme son prédécesseur, Drudenhaus, l'album est un concentré de violence et de brutalité. Les blasts à la batterie sont en effet omniprésents et la rapidité est mise en évidence par rapport aux autres éléments, même si les éléments symphoniques n'en sont pas moins présents.

## Liste des morceaux
| No | Titre                                 | Durée |
| -- | ------------------------------------- | ----- |
| 1. | Mother Anorexia                       |       |
| 2. | Le Châtiment De La Rose               |       |
| 3. | Black Death, Nonetheless              |       |
| 4. | Stabat Mater Dolorosa                 |       |
| 5. | Le Portail De La Vierge               |       |
| 6. | The Altar Of Holocausts               |       |
| 7. | Hail Tyranny (reprise de Rachmaninov) |       |
| 8. | Ordo Ab Chao - The Scarlet Communion  |       |